# Frank Henry Loesser
Frank Henry Loesser (Nueva York, 29 de junio, 1910-ibíd., 28 de julio, 1969) fue un libretista, compositor y letrista estadounidense.
En 1936 se trasladó a Hollywood, donde trabajó con Hoagy Carmichael, Burton Lane, Jule Styne y Jimmy McHugh. Tras «Heart and Soul» con Carmichael, llegaron sus famosas canciones en tiempos de guerra: «Praise the Lord and Pass the Ammunition» y «What Do You Do in the Infantry?»; mientras que entre sus éxitos de posguerra se encuentran «(I'd Like to Get You on a) Slow Boat to China» y «Baby It's Cold Outside», esta última ganadora de un premio de la Academia en 1949.
Su primer musical de Broadway fue Where's Charley?, estrenado en 1948 y llevado al cine en 1952. En el año de 1950 produjo Guys and Dolls (también llevado a la pantalla grande en 1955), considerado uno de los más ingeniosos musicales estadounidenses. A este le siguió The Most Happy Fella en 1956 y How to Succeed in Business Without Really Trying, ganador de un premio Pulitzer en 1962.

## Canciones notables
Canciones de guerra
- "Praise the Lord and Pass the Ammunition" (1942)
- "The Ballad of Rodger Young" (1943)

Musicales de Broadway
- "Once in Love With Amy" de Where's Charley?
- "A Bushel and a Peck", "Fugue for Tinhorns", "I'll Know", "If I Were A Bell" (regrabada por John Coltrane), "Luck Be a Lady Tonight" y "Sit Down, You're Rockin' the Boat" de Guys and Dolls
- "Standing on the Corner" de The Most Happy Fella
- "Never Will I Marry" de Greenwillow
- "I Believe In You" y "The Brotherhood of Man" de How To Succeed In Business Without Really Trying

Películas de Tin Pan Alley
- "Baby, It's Cold Outside" de M-G-M picture "Neptune's Daughter" (1949).
- "Heart and Soul"
- "Let's Get Lost" de Happy Go Lucky (1943) Está inspirada en la película with the same title acerca de Chet Baker.
- "On a Slow Boat to China" (1948)
- "Spring Will Be a Little Late This Year" de Universal Picture Christmas Holiday (1944)
- "Inch Worm", "Thumbelina" y "Wonderful Copenhagen" de Samuel Goldwyn Picture Hans Christian Andersen (1952)
- "Two Sleepy People" (música de Hoagy Carmichael) de Paramount picture "Thanks for the Memory" (1938)
- "What Are You Doing New Year's Eve?" (escrita en 1947)

## Premios y distinciones
Premios Óscar
| Año  | Categoría              | Canción                               | Película                | Resultado |
| ---- | ---------------------- | ------------------------------------- | ----------------------- | --------- |
| 1942 | Mejor canción original | «Dolores»                             | Las Vegas Nights        | Nominado  |
| 1944 | Mejor canción original | «They're Either Too Young or Too Old» | Adorables estrellas     | Nominado  |
| 1948 | Mejor canción original | «I Wish I Didn't Love You So»         | Los peligros de Paulina | Nominado  |
| 1950 | Mejor canción original | «Baby, It's Cold Outside»             | La hija de Neptuno      | Ganador   |
| 1953 | Mejor canción original | «Thumbelina»                          | El fabuloso Andersen    | Nominado  |